# Extrasolar Planets Encyclopaedia
Die Extrasolar Planets Encyclopaedia (kurz EPE), in der deutschen Übersetzung als „Die Enzyklopädie der extrasolaren Planeten“ bezeichnet, ist eine seit Februar 1995 bestehende Internetpräsenz, die sich mit der Forschung im Bereich der Exoplaneten befasst. Sie umfasst unter anderem einen Katalog in Form einer Datenbank, die sich zum Ziel setzt, alle bisher bekannten bestätigten Exoplaneten sowie Exoplaneten-Kandidaten zu sammeln und ihre Daten bereitzustellen. Zu den in dem Katalog enthaltenen Objekten existieren Datenblätter mit weiteren Informationen, etwa den wichtigsten physikalischen Parametern der Objekte und den zugehörigen Literaturangaben.
Das Webangebot wird von Jean Schneider vom Pariser Observatorium unterhalten und regelmäßig anhand der Fachliteratur aktualisiert. Sie bietet derzeit (Stand: November 2021) insgesamt elf Sprachversionen an – einschließlich einer rudimentären deutschen Übersetzung. Die Enzyklopädie richtet sich in erster Linie an Fachleute. Obwohl auch für Laien in weiten Teilen verständlich, setzt ihre korrekte Interpretation einige Grundlagenkenntnisse voraus.